# Doliops havai
Doliops havai es una especie de escarabajo del género Doliops, familia Cerambycidae. Fue descrita científicamente por Barševskis en 2018.
Habita en Filipinas. Los machos y las hembras pueden medir 11,2-13,1 mm. El período de vuelo de esta especie ocurre en los meses de mayo, agosto, octubre y diciembre.